# Ebeleben
Ebeleben é uma cidade da Alemanha localizada no distrito de Kyffhäuserkreis, estado da Turíngia.
Ebeleben é a Erfüllende Gemeinde (português: municipalidade representante ou executante) dos municípios de Abtsbessingen, Bellstedt, Freienbessingen, Holzsußra, Rockstedt, Thüringenhausen e Wolferschwenda.